# Jungfrulav
Jungfrulav (Umbilicaria virginis) är en lavart som beskrevs av Schaer. Jungfrulav ingår i släktet Umbilicaria och familjen Umbilicariaceae.  Arten är reproducerande i Sverige. Inga underarter finns listade i Catalogue of Life.